# 카오코랜드
카오코랜드는 남서아프리카 북부(지금의 나미비아)에 있었던 행정구역 이자 반투스탄이었다. 아파르트헤이트 시대에 세워진 이곳은 힘바족 의 자치지역이 되려 했지만 실제 정부는 세워지지 않았다. 남서아프리카의 다른 반투스탄과 마찬가지로 카오코랜드는 1989년 5월 나미비아가 독립하며 폐지되었다.